# Sailershausen
Sailershausen ist ein Gemeindeteil der Kreisstadt Haßfurt im unterfränkischen Landkreis Haßberge in Bayern.

## Geographie
Das Kirchdorf Sailershausen liegt umgeben von Wald auf einem Höhenrücken östlich der Wässernach, eines rechten Nebenflusses des Mains, auf 331–381 m ü. NHN, etwa fünf Kilometer nordwestlich der Haßfurter Kernstadt in der Schweinfurter Rhön. Nördlich des Ortes befindet sich im Sailershäuser Wald, auch teils bereits auf den Gemarkungen der Nachbargemeinden Königsberg in Bayern und Riedbach, der Bürger-Windpark Sailershausen mit zehn Windkraftanlagen. Die Kreisstraße HAS 8 verbindet Sailershausen mit Haßfurt und Kreuzthal.

## Geschichte
Durch seine Lage abseits bedeutender Handels- und Reisewege mitten im Wald besaß Sailershausen eine geringe historische Bedeutung. Der Ort wurde im 11. Jahrhundert erstmals urkundlich erwähnt, als Bischof Gundekar II. zwischen 1057 und 1075 die dortige Kirche weihte. Der Historiker Siegfried Wenisch vermutet, dass die Siedlung in der zweiten Hälfte des 8. Jahrhunderts entstand. Sailershausen gehörte einst dem Kloster Theres.
Im Zuge der Erneuerung der Julius-Maximilians-Universität Würzburg im Jahr 1582 durch Julius Echter von Mespelbrunn erhielt die Universität 2.600 Hektar Grundbesitz in ganz Unterfranken, darunter den Klosterbesitz des Klosters Kreuztal Marburghausen. Seit einem freiwilligen Landtausch der Universität mit dem Königreich Bayern im Jahr 1821 liegt der Universitätswald rund um Sailershausen, da die Universität im Austausch gegen ihren „Splitterbesitz“ im restlichen Unterfranken den Klosterwald von Theres erhielt. Das Universitätsforstamt Sailershausen besteht bis heute fort.
Im Jahr 1875 zählte der Ort 139 Einwohner und 92 Gebäude. Sailershausen wurde am 1. Januar 1972 nach Haßfurt eingemeindet.

## Religion
Die katholische Kirche St. Laurentius ist eine Filialkirche der Pfarrei Haßfurt und ist die Nachfolgerin einer Kirche aus Holz von 1611. Das heutige Kirchengebäude wurde von 1763 bis 1764 errichtet.

## Infrastruktur
Die 1979/80 von der Stadt Haßfurt als Gemeinschaftshaus errichtete „Wanderstube“ ist ein zentraler Treffpunkt im Ort und ein beliebtes Ausflugsziel. Im Jahr 2018 wurde die Gaststätte unter neuer Führung wiedereröffnet.